# Patricia Kain
Patricia Barbara Kain (* 5. Dezember 1994 in Weinheim) ist eine deutsche Musicaldarstellerin,  Theaterschauspielerin, Sängerin und Moderatorin.

## Ausbildung und Beruf
Nach dem Abitur begann Patricia Kain mit einer Ausbildung zur staatlich anerkannten Musicaldarstellerin an der Stage & Musical School Frankfurt, die sie 2016 erfolgreich abschloss. Noch während der Ausbildungszeit bekam sie ein Engagement an der städtischen Bühne Lahnstein, an der sie mehrere Produktionen spielte, unter anderen die Hauptrolle in Romeo und Julia.
In den folgenden Jahren spielte sie am Boulevardtheater Deidesheim und ist seit 2019 festes Mitglied des Ensembles des Rhein Neckar Theaters in Mannheim.
Zusammen mit Felicitas Hadzik bildet Patricia Kain das Schlager-Duo Zweisamkeit, dessen erstes Album 2019 erschien. 2022 war das Duo zu Gast bei der Samstagsabendshow Schlager-Spaß mit Andy Borg des SWR.
Die beiden  verkörpern außerdem die weiblichen Hauptrollen Frida und Agnetha in der Dinner-Show ABBA at the castle.
Für die in der Alten Druckerei Weinheim heimische Kabarettgruppe die Spitzklicker führte Patricia Kain in den Spielzeiten 2020 und 2021 Regie. Gemeinsam mit Melanie Haag produziert und veröffentlicht Kain in unregelmäßigen Abständen Folgen des Podcasts PAMELA – Die zwei Blonden die niemand kennt. Dieses Format wird auch als Bühnenprogramm live aufgeführt. Im wöchentlichen Podcast Naschkatzen wird zusammen mit Lisa Feller die gemeinsame Vorliebe für ausgefallene Süßigkeiten zelebriert.
Seit 2021 arbeitet sie für das Rhein-Neckar Fernsehen und moderierte die tägliche Nachrichtensendung RNF life. Seit 2024 ist sie beim Radiosender Die neue Welle tätig.

## Rollen (Auswahl)
- Romeo und Julia (Julia), Städtische Bühne Lahnstein
- Heiße Zeiten („die Junge“), Boulevardtheater Deidesheim[14]
- Monnem – doi Musical (Gerda), Rhein Neckar Theater Mannheim, seit 2019[15]
- Kollegen, Kollegen (Lisa), Rhein Neckar Theater Mannheim, seit 2019[16]
- Gut gegen Nordwind (Emmi), Rhein Neckar Theater Mannheim, 2020–2024[17]
- Raumschiff Sonderpreis (Lt. Ambrosia),  Rhein Neckar Theater Mannheim, seit 2021[18]
- ABBA at the castle (Frida), Schloß Heidelberg, 2022/2023
- Du bischd so heeß wie ään Vulkan (Dr. Anneliese Kalwass), Rhein Neckar Theater Mannheim, seit 2023[19]